# Я, слідчий
«Я, слідчий…» — радянський детективний художній фільм режисера Георгія Калатозішвілі, знятий в 1971 році на кіностудії «Грузія-фільм» за сценарієм Аркадія і Георгія Вайнерів. В основу фільму покладено фактичні події та документальні матеріали кримінальної справи.

## Сюжет
Грузинська РСР. На військово-грузинській дорозі знайдений важко поранений чоловік без грошей і документів. За прогнозом лікарів, шансів на виживання у нього найімовірніше немає. Слідство доручають слідчому тбіліської міліції капітану Георгію Мікеладзе. В ході слідства з'ясовується, що потерпілий — Євген Корецький, штурман талліннського пароплавства, який не з'явився своєчасно на судно після чергової відпустки. За свідченням капітана судна Астаф'єва, після ремонту судно на ходове випробування вийшло в море без штурмана. Капітан, в порушення своїх службових обов'язків, не повідомив про цей інцидент пароплавству. За словами Тамари, нареченої Корецького, він, перебуваючи у відпустці в рідному Ленінграді, отримав в автомагазині новий автомобіль «Волга», на який у нього підійшла черга, і поїхав зі своїм новим знайомим Сабуровим обкатувати його в Тбілісі. У Грузії невідомий злочинець смертельно ранить Корецького в потилицю з вогнепальної зброї, а автомашина потерпілого безслідно зникає. У справі з'являється і друга «Волга», викрадена в іншого потерпілого. Кримінальна справа стає заплутаною, розпадається на кілька епізодів. Для розкриття ланцюга злочинів слідчому Мікеладзе доводиться побувати в декількох містах великої країни — Таллінні, Ленінграді, Москві, Ризі, Юрмалі — і навіть спускатися по мотузяній драбині з борта вертольота на естонське судно, що йде у відкритому морі. В результаті кропіткої роботи, грузинський слідчий справляється зі своїм завданням і виходить на слід небезпечного злочинця, що промишляє угонами автомобілів, а також збройним пограбуванням інкасаторів в Ризі. Перебуваючи в службовому відрядженні в столиці Латвійської РСР Георгій знайомиться з красивою латиською дівчиною Елгою, свідком у справі, і в кінці фільму знаходить свою любов.

## У ролях
- Вахтанг Кікабідзе —  Георгій Мікеладзе, слідчий тбіліського УВС, капітан юстиції
- Інгріда Андріня —  Елга Смілдзіня, свідок у кримінальній справі, рижанка
- Вія Артмане —  Ванда Лінаре, співачка в кафе в Юрмалі, колишня коханка лже-Олексія Сабурова  (озвучила Жанна Прохоренко)
- Баадур Цуладзе —  Васо Кобідзе, лейтенант міліції, дільничний інспектор в районі військово-грузинської дороги
- Михайло Нікітін —  Олександр Кандауров, старший лейтенант міліції, інспектор талліннського карного розшуку
- Реваз Таварткіладзе —  Нодар Павлович Гомелаурі, криміналіст
- Яак Ліпсо —  Яніс Крумінь, слідчий ризької міліції
- Гурам Лордкіпанідзе —  Отарі Георгійович Абуладзе, стоматолог з Москви (озвучив  Артем Карапетян)
- Аксель Орав —  Томас Енге
- Олев Ескола —  Астаф'єв, капітан судна, начальник штурмана Корецького
- Людмила Безугла —  Тамара, наречена Євгена Корецького, ленінградська студентка
- Тину Аав —  Піну, співробітник таллінської залізниці  (озвучив  Павло Винник)
- Артур Дімітерс —  Микола Васильович Дулицький, власник викраденої «Волги»  (роль озвучив  Юрій Саранцев)
- Станіслав Кабешев —  Олексій Степанович Сабуров, автомеханік з Москви, втративший свій паспорт
- Гія Перадзе —  Датіко Гігаурі
- Георгій Тимофєєв —  Ковальов, полковник, райвійськкомат
- Олександр Майоров —  Євген Корецький, штурман талліннського судна

## Знімальна група
- Режисер — Георгій Калатозішвілі
- Сценаристи — Аркадій Вайнер, Георгій Вайнер
- Оператор — Юрій Кікабідзе
- Композитор — Гія Канчелі
- Художник — Реваз Мірзашвілі